# Richard Meier (Volkskünstler)
Richard Meier (* 24. Juli 1888 in Lößnitz; † 29. November 1964 in Clausthal-Zellerfeld) war ein deutscher Volkskünstler aus dem sächsischen Erzgebirge.

## Biografie
Meier stammt aus der Holzschnitzer-Familie Meier. Sein Urgroßvater Christian Gottfried Günther (1813–1880) war bereits als Holzschnitzer in Lößnitz tätig. Dessen Kind war Hermann Julius Günther ( 1839–1908). Seine Tochter, Selma Günther heiratete 1885 Hermann Meier, aus dessen Ehe Richard Meier hervorging. Er selbst begann bereits als Kind mit dem Schnitzen und fertigte gemeinsam mit seinem Großvater im Alter von acht Jahren seine erste Schnitzfigur aus Holz. Aufgrund seiner zeichnerischen Begabung lernte er den Beruf eines Malers. Während der Wanderjahre lernte er einen Kunstmaler kennen, mit dem er am Theater Wiesbaden als Kunstmaler arbeitete.
1908 kehrte er in das Erzgebirge zurück und ließ sich in Sorgau nieder, wo er u. a. für das dortige Dorftheater arbeitete. 1910 verunglückte Richard Meier in der Papierfabrik Wernsdorf schwer. Sein rechter Arm blieb gelähmt und er behielt bleibende entstellende Verletzungen im Gesicht. Er arbeitete weiter als Maler und Schnitzer und ging auf Wanderschaft. Er trat in den Bergverein Lößnitz ein und schuf für diesen die Hintergrundbilder für einen Weihnachts- und Heimatberg. Für sich selbst schuf er ebenfalls einen solchen Berg. Als die Zöblitzer Schnitzgemeinschaft gegründet wurde, stand er dieser mit Rat und Tat zur Seite. 1915 heiratete er seine Frau, mit der er 1918 von Sorgau nach Lößnitz zog. 1923 wirkte er an der Ausstellung Sport und Spiel in Dresden mit. Ab 1925 zog er mit seinem „lebendigen Heimatberg“ durch die Gegend. Er zeigte ihn auf Volksfesten, bei denen er auch die Kunst des Klöppelns und Schnitzens präsentierte, wobei er seine Familienmitglieder mit einbezog. Von 1935 bis zum Ende des Zweiten Weltkrieges ließ sich die Familie in Affalter nieder.
Nach dem Zweiten Weltkrieg baute sich Meier in Zöblitz ein Haus. 1951 erhielt er von der sächsischen Landesregierung den Auftrag zur Herstellung eines mechanischen Modells vom Bau der Talsperre Sosa. Nach vier Monaten Bauzeit mit Unterstützung von sieben Familienangehörigen wurde dieses Ende 1951 auf der Volkskunstausstellung in Dresden erstmals öffentlich präsentiert. Über 350.000 Besucher wurden damals gezählt. Anschließend wurde das Modell nach Berlin gebracht und dort 1952 auf der 2. Deutschen Volkskunstausstellung gezeigt. Es folgten weitere Aufträge u. a. für die Schaffung eines Modells vom Bau des Hochhauses an der Weberwiese in Berlin-Friedrichshain. Der Verband Bildender Künstler Deutschlands (VBKD) nahm ihn als Mitglied auf. Die erwähnten Arbeiten gingen verloren.
Die Tradition des Schnitzens wurde in Meiers Familie durch seine Kinder: Johannes (1918–1989), Kurt (1909–1978), Ruth (1924–1992), Hildegard (1922–1990), Ella (1917–2017) und Waltraut (1929–2000), sowie durch seinen Enkel Gert H. Meier (* 1948) fortgeführt. Sohn Kurt schuf 1954/1955 nach fotografischen Vorlagen eine zweite, geringfügig veränderte Fassung des mechanischen Heimatberges vom Talsperrenbau in Sosa, welche im Museum sächsisch-böhmisches Erzgebirge in Marienberg zu besichtigen ist. 1953 wanderte die Familie aus der DDR aus und zog nach Trier, wo Meiers Frau Emma starb. Die Familie ging 1958 nach Altenau im Harz, wo sein Sohn Karl (1928–2001) zum 100. Geburtstag seines Vaters eine noch bestehende Ausstellung gestaltete.

1964 reiste Reinhard Meier in die BRD aus, um seinen Sohn in Altenau zu besuchen. Er starb bald darauf in Clausthal-Zellerfeld und wurde auf dem Altenauer Friedhof beigesetzt.